# Эфон
Эфон (Этон, др.-греч. Αἴθων «жгучий») — в древнегреческой мифологии персонификация голода, Деметра поместила его в Эрисихтона. Так называют самого Эрисихтона. Согласно описанию Овидия, богиня голода жила на Кавказе. Ахей Эретрийский написал пьесу «Эфон».
Имя Эфон, по Ферекиду, носил орёл, рожденный Тифоном и Эхидной, который пожирал печень Прометея.